# 米拉波号战列舰
米拉波号战列舰（法語：Mirabeau）是6艘丹东级战列舰中第5艘建造的軍艦。本艦於1908年5月4日在洛里昂兵工廠放置龍骨，並在1911年8月1日於法國海軍服役，艦名來自於法國法國大革命時期著名的政治家奧諾雷·加百列·里克蒂，米拉波伯爵。艦上的主要武器為4門305公釐45倍徑1906年型主砲，這些主砲配置於2座雙聯裝砲塔內。其推進系統由4組帕森式蒸汽渦輪發動機與26台貝爾維爾燃煤式鍋爐組成，航速可達19節（35每小時；22英里每小時）左右。
第一次世界大戰期間，米拉波号多數時間花在封鎖奧特朗托海峽與達達尼爾海峽等任務上，阻止德國海軍、奧匈帝國海軍、鄂圖曼帝國海軍突破地中海防線。為了確保希臘王國能默許協約國部隊在馬其頓的軍事行動，米拉波號於1916年11月參與十一月事件，並向雅典發射數枚砲彈，支援聯協約國部隊進軍雅典。
當鄂圖曼帝國於1918年10月30日與協約國簽署穆德洛斯停戰協定後，米拉波號短暫地參與11月12日至12月12日間佔領君士坦丁堡行動。法國海軍隨後指派米拉波號前往黑海，協助在塞瓦斯托波爾的俄國白軍抵抗布爾什維克份子，然而在1919年2月18日的一場暴風雪中，本艦擱淺在克里米亞沿岸。在移除前甲板的305（12英寸）主砲塔與炮座，以及艦體前裝甲帶後，本艦才得以脫淺。返回法國本土後，米拉波號很快地轉為兵營船。1921年，米拉波號轉為廢船；法國海軍在1928年將艦體賣給拆船廠拆解。

## 設計

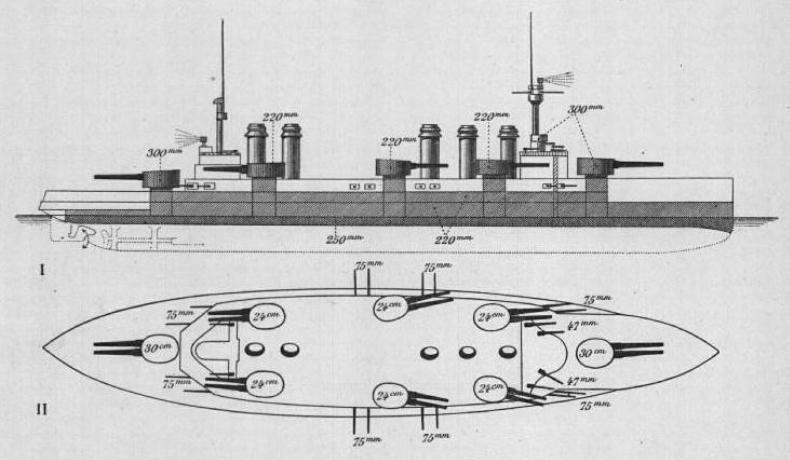
丹東級描繪圖。

米拉波号是第五艘建造的丹东级战列舰，本艦於1908年5月4日在洛里昂兵工廠放置龍骨，並在1909年10月28日時下水。儘管本艦建造時間較晚，比伏爾泰號及狄德罗号晚了將近半年以上，但因法國海軍更動多項設計，致使伏爾泰號與狄德罗号工程延誤，使得米拉波号趕上前2艦的建造進度，3艘艦最終於1911年8月1日一同服役。其全長146.6（481英尺0英寸）、舰宽25.8（84英尺8英寸）、最大載重下吃水深度為9.2（30英尺2英寸）、滿載排水量19,736公噸（19,424長噸；21,755短噸）、艦上可容納681名人員。本艦的推進系統由4組帕森式蒸汽渦輪發動機與26台鍋爐組成，可為艦艇提供22,500匹軸馬力（16,800千瓦特），使本艦的航速可達19節（35每小時；22英里每小時）左右。不過米拉波号在海試時，最高航速曾達到19.7節（36.5每小時；22.7英里每小時）。在鍋爐型號上，米拉波号上使用的是貝爾維爾（Belleville）式鍋爐，與其使用同一型號的同型艦還有丹東號及伏尔泰号。本艦出航時可攜帶2,027公噸（1,995長噸；2,234短噸）的燃煤，供給艦艇在10節（19每小時；12英里每小時）航速下，到達3,370英里（2,930海里）遠的巡航半徑。
武器配置上，米拉波号的主要武器由4門305公釐45倍徑1906年型主砲組成，這些主砲配置於2座雙聯裝砲塔內，而這2座砲塔分別安裝在前甲板與後甲板的船艛建築上方。次要武器方面，12門240公釐50倍徑1902年型主砲配置在6座雙聯裝砲塔內，每邊船側分別各安裝3座砲塔。艦上16門75（3.0英寸）口徑施耐德1908年型火砲與10門哈其開斯47（1.9英寸）口徑火砲構成艦上防禦敵魚雷艇的重要武器；另在船體水線下區域配有2組450（17.7英寸）口徑魚雷管。本艦的水線裝甲帶厚度為270（10.6英寸），主砲與司令塔側面由300（11.8英寸）厚的裝甲保護。

### 戰時改裝
第一次世界大戰期間，米拉波号與其他同型艦一同進行改裝，此次改裝將艦艇前方2座240（9.4英寸）口徑砲塔的頂部加裝75（3.0英寸）口徑防空砲；240（9.4英寸）口徑火砲的仰角也在這次改裝中提高，火砲射程增至18,000（20,000碼）。

## 服役歷程

### 一次大戰前
本艦是6艘丹东级战列舰中第5艘建造的軍艦，艦名來自法國大革命著名的政治家奧諾雷·加百列·里克蒂，米拉波伯爵，原預計1906年5月8日開始建造，但因法國海軍在發動機、鍋爐等設計上爭執不休，加上當時建造船臺短缺，必須等待瓦爾德克-盧梭號裝甲巡洋艦下水後才有空位，使米拉波號延後至1908年5月4日在洛里昂兵工廠放置龍骨。1909年10月28日，米拉波號正式下水；並在1911年8月1日與狄德罗号及伏尔泰号一同正式服役。1911年9月4日，米拉波號與其4艘姊妹艦一同前往布朗角，參與法國總統阿爾芒·法利埃主持的大型海上閱兵典禮。法國海軍接下來將米拉波號分派至法國地中海艦隊第1分艦隊第2總隊。在1913年5月至6月期間，米拉波號隨艦隊參與從普羅旺斯到突尼西亞航道上的艦隊演習，之後於1913年6月7日參與法國總統雷蒙·普恩加萊的海上閱兵典禮。1913年10月至12月期間，米拉波號隨第2總隊巡迴地中海東部海域，在此期間曾途經埃及、敘利亞、希臘等地；隨後在1914年5月參與在地中海西部海域舉行的大規模艦隊演習。

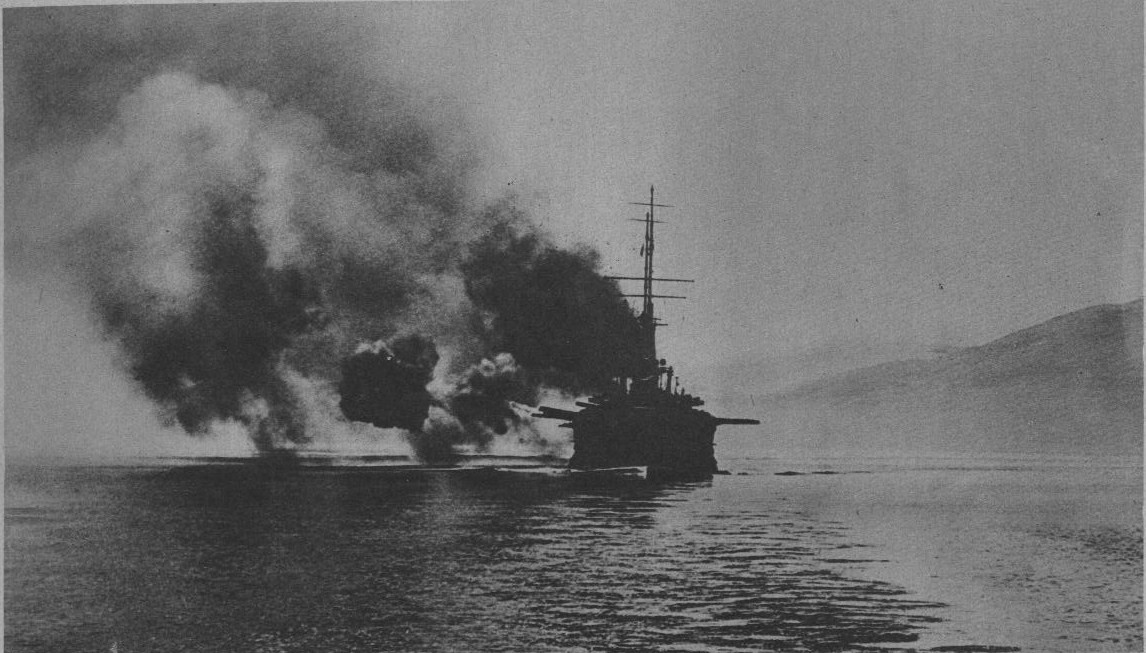
米拉波號於1916年12月1日砲轟雅典。

### 一次大戰期間
當第一次世界大戰爆發時，米拉波號正好在進行大修，因而未在戰爭一開始時即執行任務。大修結束後，米拉波號在1915年至1916年期間駐紮在科孚島、馬爾他、比塞大等地，協助英法聯軍艦隊封鎖奧特朗托海峽，阻止奧匈帝國海軍突破亞得里亞海。為了確保希臘王國能默許協約國部隊在馬其頓的軍事行動，米拉波號於1916年11月參與十一月事件，並與伏尔泰号支援協約國部隊從海上登陸雅典。在雅典的希臘駐防軍見到協約國部隊後曾試圖抵抗，但本艦隨即為協約國部隊提供砲火支援，在利用主砲向雅典發射4輪砲彈後，希臘軍隊便停止所有攻擊。在這4輪射擊中，其中1發砲彈落在王宮附近。接下來，米拉波號在1917年駐紮在科孚島或穆茲羅斯，阻止德國海軍格本号突破地中海防線。1918年4月至戰爭結束前，米拉波號隨狄德罗号與韋尼奧號駐紮在穆茲羅斯。

### 一次大戰後
在鄂圖曼帝國於1918年10月30日與協約國簽署穆德洛斯停戰協定後，米拉波號參與11月12日至12月12日間佔領君士坦丁堡的初步行動。同年年底，法國海軍指派米拉波號與韋尼奧號前往黑海，協助在塞瓦斯托波爾的俄國白軍抵抗布爾什維克份子。然而在1919年2月18日的一場暴風雪中，本艦不幸地擱淺在克里米亞沿岸。為了讓本艦能成功脫淺，法國人員最終決定以減輕重量的方式來解決；過程中，前甲板的305（12英寸）主砲塔與炮座，以及艦體前裝甲帶皆被移除；艦體隨後於1919年4月由正義號拖回土倫。返回法國本土後，米拉波號並沒有修復，而是很快地轉為兵營船，並在1921年10月27日轉為廢船。1928年，法國海軍決定將米拉波號拆解。